# Canaules-et-Argentières
Canaules-et-Argentières è un comune francese di 427 abitanti situato nel dipartimento del Gard, nella regione dell'Occitania.

## Società

### Evoluzione demografica
Abitanti censiti